# جيفري هال
جيفري كونر هال (بالإنجليزية: Jeffrey C.Hall)‏ ولد في 3 مايو 1945، هو عالم وراثة أمريكي وعالم متخصص في علم الأحياء الزمني.
جيفري متقاعد ويقيم حاليا في ولاية ماين، وكان قد قضى حياته في دراسة الجهاز العصبي ومكوناته ثم سلوكياته وإيقاعاته وذلك من خلال أبحاثه في علم الأعصاب والسلوك الخاص بذبابة الفاكهة السوداء، هذا وقد كشف عن الآليات الضرورية في البيولوجيا من أجل التمييز الجنسي في الجهاز العصبي.
انتخب في الأكاديمية الوطنية للعلوم وذلك بعد عمله الكبير في مجال علم الأحياء الزمني. جنبا إلى جنب مع مايكل يونغ ومايكل روسباش، وقد حصل سنة 2017 على جائزة نوبل في الطب أو علم وظائف الأعضاء عن اكتشافاته المهمة في الآليات الجزيئية للتحكم في إيقاع الميكانيزمات البيولوجية.

## السيرة الذاتية

### النشأة والتعليم
ولدت جيفري هال في بروكلين، نيويورك ونشأ في ضواحي واشنطن العاصمة، في حين كان والده يعمل مراسلا في وكالة أسوشيتد برس التي تهتم يقضايا مجلس الشيوخ الأمريكي. وقد أثر هذا فيه بشكل كبير لا سيما من خلال تشجيعه على كتابة وإنشاء مقالات تهم الأحداث الأخيرة في صحيفة يومية.
عندما كان جيفري طالب في المدرسة الثانوية، كان يعتزم مواصلة مهنة الطب، حيث بدأ مشوار حصوله على درجة البكالوريوس في كلية أمهرست في عام 1963. ومع ذلك، فإن جيفري وجد حبه في علم الأحياء، حيث كانت له مشاريع عديدة في هذا المجال قصد اكتساب الخبرة من أجل بحثه الرسمي، ثم بدأ في وقت لاحق العمل مع فيليب آيفز، والذي قال عنه فيما بعد أنه كان واحدا من أكثر الأشخاص نفوذا الذي واجه خلال سنواته التكوينية.
اهتم جيفري بدراسة ذبابة الفاكهة أثناء العمل مع آيفز، حيث درسا التركيب والانتقال الكروموسومي فيها، وقد واصل مساعيه بشدة إلى أن دفع إدارة الكلية في جامعة واشنطن في سياتل إلى بناء وتأسيس قسم بيولوجيا خاص بعلم الوراثة.

### المسيرة الأكاديمية المبكرة
بدأ هال العمل في مختبر لورانس ساندلر خلال دراسته بالجامعة في عام 1967، حيث عمل مع ساندلر على تحليل سن تعتمد على إنزيم التغييرات في ذبابة الفاكهة، مع التركيز على التحكم الجيني في سلوك الكروموسوم أثناء الانقسام الاختزالي.
شجع هرشل رومان صديقه جيفري على متابعة ما بعد الدكتوراه ثم العمل مع سيمور بنزر الشخصية الرائدة في علم الوراثة في معهد كاليفورنيا للتكنولوجيا. وفي مقابلة مع هال، صرح بأن هرشل كان شخصية مؤثرة في بداية حياته المهنية.
عند الانتهاء من الدكتوراه، انضم جيفري إلى بنزر وقد وجدا مختبرا لإجراء أبحاثهما فيه؛ كان ذلك سنة 1971. وفي هذا المختبر بالذات التقى هال بدوغ كانكل الذي حدثه عن التشريح العصبي والكيميائي بخصوص ذبابة الفاكهة، وعلى الرغم من جيفري وكانكل حققا تقدما كبيرا في المشروع، إلا أن جيفري فضل المغادرة والانسحاب من المختبر قبل نشر نتائجه النهائية.

## المسيرة المهنية

### اكتشاف جين الاتصال
في أواخر 1970، ومن خلال العمل التعاوني مع فلوريان فون شيلشر، تمكن هال بنجاح من تحديد المناطق العصبية في ذبابة الفاكهة، وأدرك فيما بعد أن هذه الدراسة مهمة في فهم السلوك الجنسي لهذه الذبابة مما جعله يقرر ويواصل دراسة هذا الموضوع أكثر من ذي قبل.
في البحوث اللاحقة رفقة زميل له في مختبر بامبوس كيرياكو، اكتشفت أن ذبابة الفاكهة تقوم بعملية الإنتاج بشكل متوازن.

### اكتشاف التزامن بين الخلايا
في عام 1997، كان جيفري جزءا من الفريق مع سوزان رين، جاي بارك، مايكل روسباش، بول تاغرت الذي اكتشف أن الجينات هي جزء من TTFL والذي تعبر عنه الخلايا في جميع أنحاء الجسم، وعلى الرغم من أن هذه الجينات يجري تحديدها حسب الضرورة، كان هناك مجموعة متنوعة من مستويات التعبير في أجزاء مختلفة من الجسم؛ هذا الاختلاف لوحظ على المستوى الخلوي، وقد نجح جيفري في جر منفصلة الأنسجة المختلفة إلى الظلام من أجل إجراء دورات في نفس الوقت، لكنه لم يكتشف العنصر الذي يتزامن مع الخلايا حتى عام 2003، حيث وجد أن عامل البروتين يساعد على السيطرة على الإيقاعات البيولوجية في تحويل النشاط الحركي من هذه الجينات في الخلايا، وقد حصل عام 2017 على جائزة نوبل في الطب أو علم وظائف الأعضاء تقديرا لمجهوداته الكبيرة واكتشافاته المهمة في هذا المجال.

## روابط خارجية
- جيفري هال على موقع الموسوعة البريطانية (الإنجليزية)
- جيفري هال على موقع مونزينجر (الألمانية)